# Kanton Argentat
Kanton Argentat (francouzsky Canton d'Argentat) je francouzský kanton v departementu Corrèze v regionu Limousin. Tvoří ho 11 obcí.

## Obce kantonu
- Albussac
- Argentat
- Forgès
- Ménoire
- Monceaux-sur-Dordogne
- Neuville
- Saint-Bonnet-Elvert
- Saint-Chamant
- Saint-Hilaire-Taurieux
- Saint-Martial-Entraygues
- Saint-Sylvain